# جواو دوارتي دي سوزا
جواو دوارتي دي سوزا (بالبرتغالية: João Duarte de Sousa‏) هو مؤرخ برتغالي، ولد في 23 أكتوبر 1862 في Velas, Azores ‏ في البرتغال، وتوفي في 29 مايو 1909 في آنغرا دو هروئيسمو في البرتغال.